# Port lotniczy Malmö-Sturup
Port lotniczy Malmö-Sturup (IATA: MMX, ICAO: ESMS) – międzynarodowy port lotniczy położony 28 km na wschód od Malmö, w Gminie Svedala, w południowej Szwecji. Jest jednym z największych portów lotniczych w tym kraju. Dzięku połączeniu poprzez Most nad Sundem odległość od centrum Kopenhagi wynosi około 55 km, a od lotniska w Kopenhadze 47 km. Z niektórych części Malmö (np Lindeborg) bliżej jest do lotniska w Kopenhadze niż do Malmö Airport.

## Historia

### Wczesne lata
Ukończone w 1972 roku kosztem około 130 mln SEK, prawie dwa razy więcej niż początkowo planowano, Lotnisko Sturup zastąpiło starsze Lotnisko Bulltofta, które obsługiwało region od 1923 roku. Plany budowy nowego lotniska zostały opracowane na początku lat 60. Rozbudowa starego portu była niemożliwa ze względu na bliskość miasta oraz na hałas jaki by generowały nowe samoloty.
Budowa rozpoczęła się w 1970 roku, a dwa lata później 3 grudnia 1972, lotnisko zostało otwarte. Jednocześnie stare lotnisko zostało zamknięte. Pomimo to, kontrola ruchu lotniczego pozostała na starym miejscu do roku 1983, kiedy także przeniesiono ją na nowe lotnisko.

### Rozbudowa
Około 2005-2008 niektóre tanie linie lotnicze miały nadzieję przyciągnąć zarówno duńskich, jak i szwedzkich pasażerów ze Sturup w konkurencji z kopenhaskim lotniskiem. Lotnisko Malmö, ze względu na niższe opłaty za lądowanie jest postrzegane przez niektóre tanie linie lotnicze jak tańszy sposób dostępu na teren Kopenhagi. Lotnisko jest przeznaczone dla tanich przewoźników, takich jak Wizz Air.
W 2008 r. duński Sterling Airlines obsługiwał kilka lotów z lotniska Malmö do Londynu (LGW), Alicante, Barcelony, Nicei i Florencji. Jednak inne tanie linie, takie jak easyJet korzystają z lotniska w Kopenhadze. Norwegian Air Shuttle korzysta z Malmö Airport wykonując do kilku lotów dziennie na lotnisko Sztokholm-Arlanda, podczas gdy większość lotów w regionie przyjmuje kopenhaskie lotnisko.

## Kierunki lotów i linie lotnicze
| Linia lotnicza               | Kierunek |
| ---------------------------- | --- |
| Albawings                    | 1. / Prisztina |
| Braathens Regional Airlines  | 1. Sztokholm-Bromma Sezonowo: 1. Sälen-Trysil 2. Visby                                                                             |
| Ryanair                      | 1. Sztokholm-Arlanda Sezonowo: 1. Zagrzeb                                                                                          |
| Scandinavian Airlines System | 1. Sztokholm-Arlanda |
| Sunclass Airlines            | Sezonowe czartery: 1. Antalya 2. Chania 3. Gran Canaria 4. Heraklion 5. Larnaka 6. Palma de Mallorca 7. Rodos 8. Teneryfa-Południe |
| Trade Air                    | 1. / Prisztina |
| Wizz Air                     | 1. Belgrad 2. Kluż-Napoka 3. Skopje Sezonowo: 1. Tirana                                                                            |

### Cargo

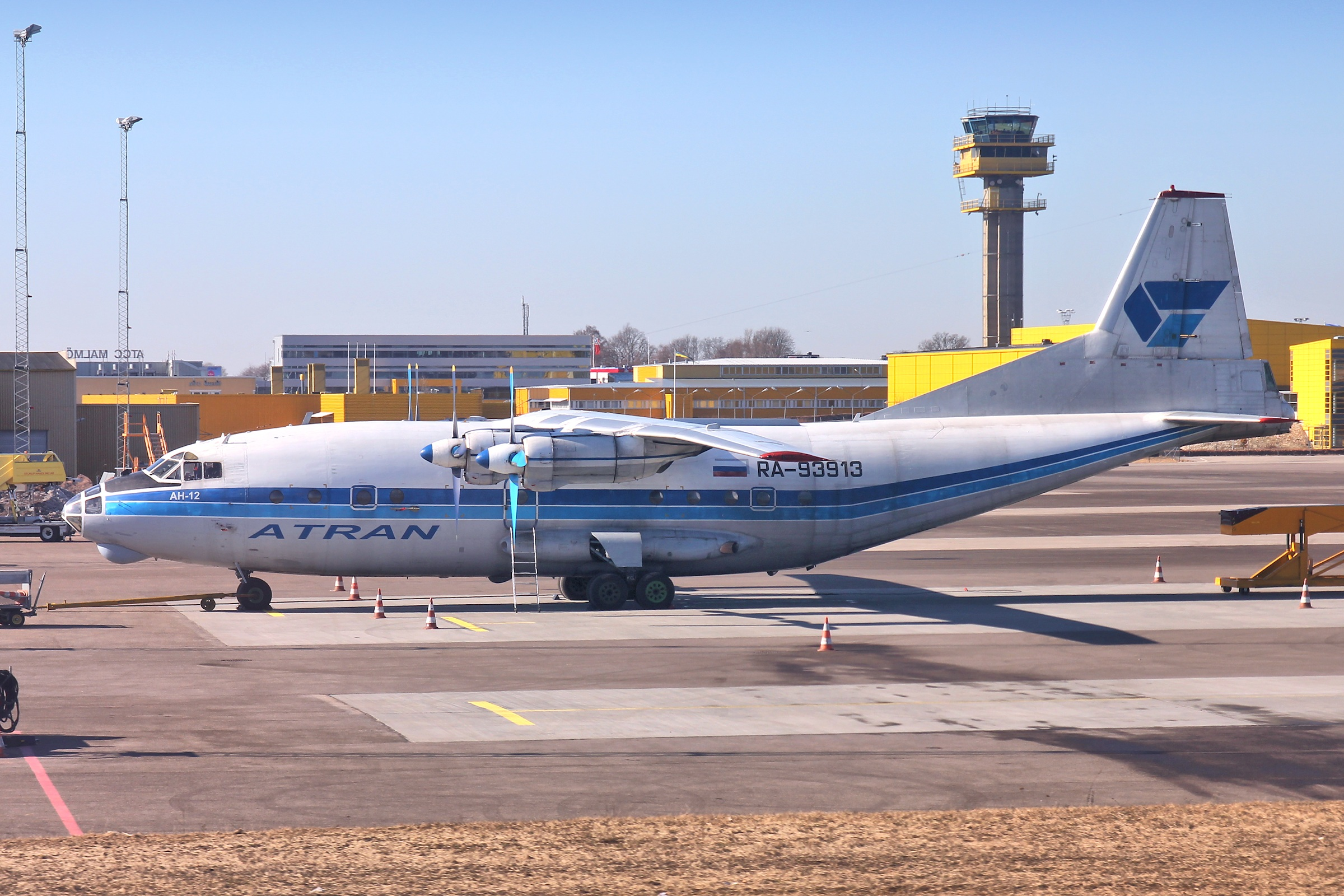
Transportowy An-12 linii ATRAN

| Linia lotnicza                                 | Kierunek                                                                             |
| ---------------------------------------------- | ------------------------------------------------------------------------------------ |
| Air Contractors                                | 1. Sztokholm-Arlanda                                                                 |
| Amapola Flyg                                   | 1. Örebro 2. Sztokholm-Arlanda 3. Umeå                                               |
| TNT Airways                                    | 1. Billund 2. Gdańsk 3. Moskwa-Szeremietiewo 4. Mińsk 5. Petersburg-Pułkowo 6. Turku |
| TNT Airways obsługiwane przez ATRAN            | 1. Moskwa-Szeremietiewo                                                              |
| UPS Airlines                                   | 1. Kolonia/Bonn 2. Helsinki 3. Oslo-Gardermoen                                       |
| UPS Airlines obsługiwane przez West Air Sweden | 1. Aarhus                                                                            |

## Statystyki
| Miejsce | Lotnisko                              | Liczba pasażerów |
| ------- | ------------------------------------- | ---------------- |
| 1       | , Sztokholm-Arlanda, Sztokholm-Bromma | 1 150 428        |
| 2       | , Budapeszt                           | 87 850           |
| 3       | , Gdańsk                              | 78 656           |
| 4       | , Skopje                              | 68 047           |
| 5       | , Antalya                             | 67 645           |
| 6       | , Gran Canaria                        | 60 585           |
| 7       | , Belgrad                             | 57 679           |
| 8       | , Warszawa-Okęcie                     | 49 973           |
| 9       | , Palma de Mallorca                   | 49 205           |
| 10      | , Katowice                            | 39 866           |
| 11      | , Londyn-Stansted                     | 38 698           |
| 12      | , Teneryfa                            | 35 746           |
| 13      | , Tuzla                               | 30 765           |
| 14      | , Chania                              | 25 787           |
| 15      | , Rodos                               | 22 306           |
| 16      | , Bukareszt                           | 22 087           |
| 17      | , Malaga                              | 19 902           |
| 18      | , Madryt                              | 19 643           |
| 19      | , Sofia                               | 19 342           |
| 20      | , Larnaka                             | 19 093           |

## Transport

### Autobus
- Autokary Flygbussarna kursują od lotniska do śródmieścia Malmö i Lund (około 30 kursów dziennie do każdego z tych miast). Podróż do Malmö lub Lund trwa około 40 minut.
- Autokary Gråhundbus odchodzi kursują do Kopenhagi 30 minut po każdym przylocie Ryanair.

### Taxi
Istnieje postój taksówek na lotnisku. Stała cena na taksówkę do Malmö lub Lund wynosi 395 koron szwedzkich.

### Parkingi
Na lotnisku znajdują się parkingi, zarówno krótko i długoterminowe. Krótkoterminowy parking kosztuje 20 koron za godzinę i parking długoterminowy 180 koron za 24 godziny.